# Anomalotinea chellalalis
Anomalotinea chellalalis is een vlinder uit de familie echte motten (Tineidae). De wetenschappelijke naam is voor het eerst geldig gepubliceerd in 1901 door Rebel.
De soort komt voor in Europa.